# Bătălia de la Kramatorsk
O serie de lupte armate și confruntări între forțele armate ale Ucrainei și separatiștii proruși afiliați Republicii Populare Donețk a avut loc între 12 aprilie și 5 iulie 2014 și este cunoscută sub numele de Bătălia de la Kramatorsk.
În timpul tulburărilor civile crescânde din Ucraina, în urma revoluției ucrainene din 2014, orașul Kramatorsk din regiunea Donețk a intrat sub controlul Republicii Populare Donețk separatiste pe 12 aprilie. În încercarea de a relua controlul asupra orașului, guvernul ucrainean a lansat o contraofensivă împotriva separatiștilor, care își stabiliseră poziții în oraș. De-a lungul următoarelor aproape 3 luni, au avut loc o serie de incidente, lupte scurte și confruntări armate între cele două părți.
Unitățile armatei RPD s-au retras din oraș pe 5 iulie, permițând forțelor ucrainene să intre și să recucerească orașul, punând capăt confruntării.

## Context și evenimente

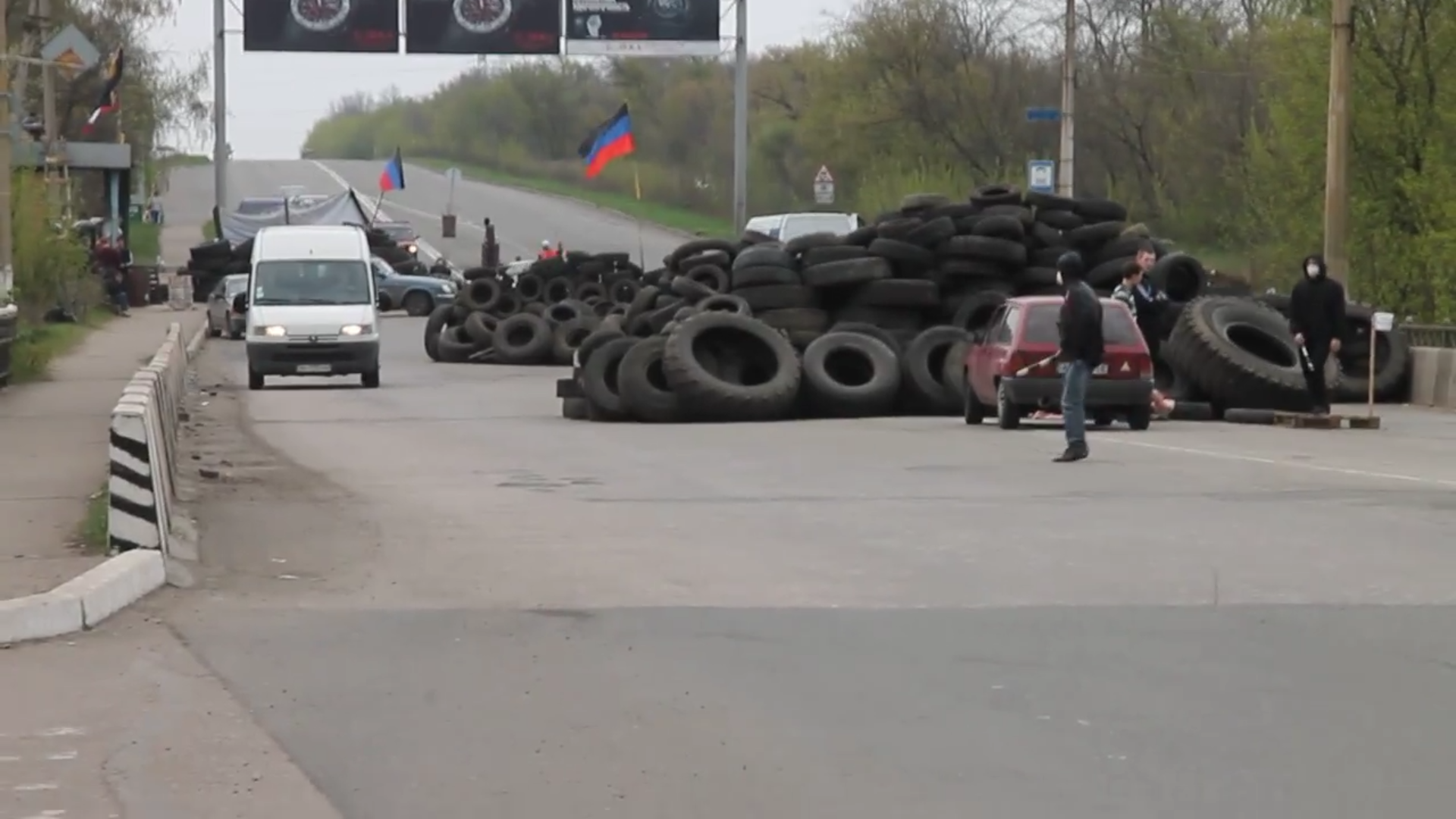
Punct de control al RPD din Kramatorsk pe 19 aprilie 2014

Conflictul a început pe 12 aprilie, când un grup de separatiști din Miliția Populară Donbas a încercat să captureze o secție de poliție. A urmat o confruntare armată cu poliția, care a dus în cele din urmă la capturarea clădirii de către separatiști. După capturarea clădirii, aceștia au smuls stema Ucrainei de pe fațadă și au arborat drapelul Republicii Populare Donețk. Insurgenții au emis apoi un ultimatum, declarând că dacă primarul orașului și subalternii săi nu își jurau loialitate Republicii Populare până luni, ei „vor prelua primăria”. Mai târziu, o mulțime de separatiști s-a adunat în jurul clădirii primăriei, a intrat în ea și a ridicat drapelul Republicii Populare deasupra ei. Un reprezentant al Republicii Populare Donețk s-a adresat locuitorilor din fața secției de poliție capturate, dar a fost primit negativ de mulțime. La periferia orașului, unii insurgenți au înființat un punct de control lângă un aerodrom militar local.

### Prima contraofensivă guvernamentală
Până pe 15 aprilie, totuși,guvernul ucrainean de tranziție lansase o contraofensivă împotriva insurgenților din regiunea Donețk. Forțele terestre ucrainene au atacat punctul de control al insurgenților de la aerodrom și apoi au recâștigat controlul asupra aerodromului propriu-zis. Se estimează că între patru și unsprezece insurgenți au fost uciși în atac. Insurgenții au făcut o altă încercare de a captura aerodromul pe 16 aprilie, dar forțele speciale ucrainene care păzeau aerodromul de la recucerirea inițială i-au alungat rapid și au luat câțiva prizonieri. Se pare că trupele ucrainene au văzut sute de civili și oameni înarmați adunați în afara cordonului militar din jurul aerodromului. În mijlocul contraofensivei ucrainene din 16 aprilie, șase vehicule blindate ucrainene care traversau Kramatorsk au fost capturate de insurgenți. Aceste vehicule capturate au fost apoi trimise pentru a consolida pozițiile Miliției Populare Donbas în Slaviansk, care se aflau sub asediul greu al forțelor guvernamentale. Mai târziu, insurgenții au oferit să facă schimb de ostatici, inclusiv șeful poliției locale, pentru arme.

### A doua contraofensivă guvernamentală

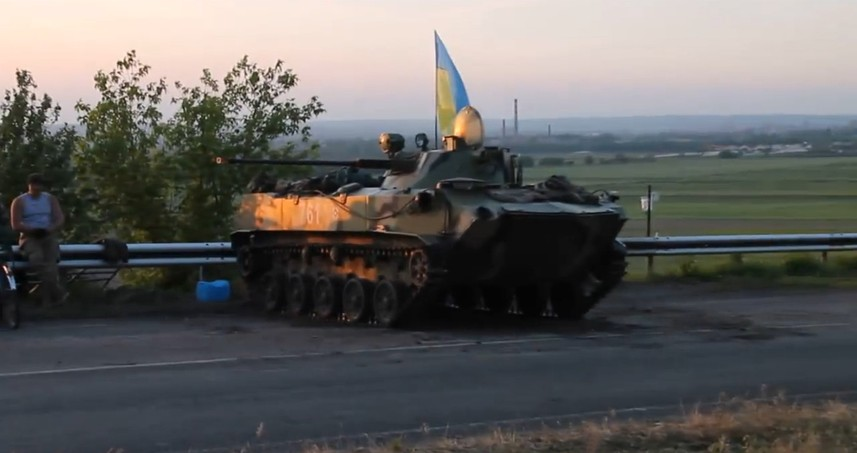
Blocaj rutier al parașutiștilor ucraineni cu un între Kramatorsk și Sloviansk pe 11 mai 2014

Forțele guvernamentale s-au concentrat în principal pe Slaviansk în următoarele zile. Cu toate acestea, pe 25 aprilie, un elicopter militar de pe aerodromul Kramatorsk a explodat după ce rezervorul său de combustibil a fost lovit în timpul decolării. Insurgenții și-au asumat responsabilitatea pentru atac și au declarat că au lovit elicopterul cu o grenadă propulsată de rachetă într-un interviu acordat presei ruse. Dmitri Tymchuk, expert în domeniul apărării și director al Centrului de Cercetări Militare și Politice din Kiev, a declarat reporterilor că pilotul elicopterului Mi-8⁠(d) a reușit să scape cu răni minore. Un avion de transport a fost de asemenea distrus. 
După ce a recucerit multe clădiri anterior ocupate din Slaviansk în timpul unei ofensive reînnoite acolo, forțele ucrainene au capturat cu succes un turn de transmisie TV în Kramatorsk pe 2 mai. Alte ciocniri între armata ucraineană și luptătorii insurgenți din noaptea de 2 spre 3 mai au dus la moartea a zece activiști proruși și au lăsat treizeci de răniți, potrivit unui lider local al autoapărării proruse. În timpul luptelor, armata ucraineană a reușit să evacueze insurgenții din clădirea Serviciului de Securitate al Ucrainei (SBU) pe care o ocupaseră. Au izbucnit lupte stradale, iar mass-media rusă a relatat că orașul era în mare parte sub controlul forțelor ucrainene, doar piața orașului rămânând sub control prorus. Cu toate acestea, a doua zi s-a raportat că clădirea fusese abandonată de forțele guvernamentale, mai degrabă decât fortificată, și că steagul Republicii Populare Donețk încă flutura pe ea chiar și după ce insurgenții fuseseră evacuați.
Această evacuare nu a durat mult, deoarece armata ucraineană s-a retras brusc pe pozițiile sale de la aerodromul militar pe 4 mai. Insurgenții au recucerit apoi clădirea SBU și secția de poliție abandonate de forțele ucrainene. În timpul zilei, au izbucnit ciocniri între insurgenți și o coloană a armatei pe un drum din apropiere de Kramatorsk, soldate cu moartea unui civil.
O unitate a armatei ucrainene a fost ambuscată lângă Kramatorsk de aproximativ treizeci de soldați ai RPD pe 13 mai. Ambuscada a început când forțele RPD au tras o grenadă propulsată de rachetă spre un transportor blindat pentru trupe care transporta parașutiști, provocând explozia vehiculului. Mulți soldați au fost răniți în confruntarea care a urmat, iar șapte soldați au fost uciși, împreună cu un separatist. De asemenea, în lupte a fost distrus un mortar al guvernului.
Ca parte a operațiunii militare continue din jurul Kramatorskului, armata a distrus un adăpost al separatiștilor dintr-o pădure din apropierea orașului și a capturat trei soldați ai RPD pe 15 mai.

### Luptă în continuare

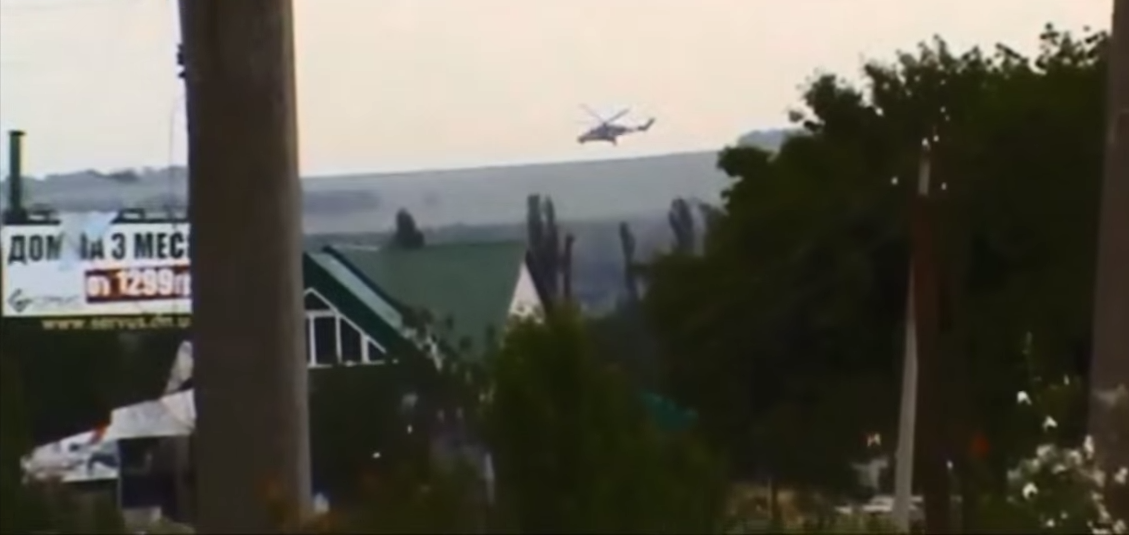
Două elicoptere de atac UAF Mil Mi-24 în suburbia Semenivka controlată de RPD pe 3 iunie 2014 în timpul unei ofensive

Luptele au continuat pe 2 iunie, la periferia orașului Kramatorsk, soldate cu moartea a trei persoane. Un incident mai semnificativ a avut loc pe 14 iunie, când guvernul ucrainean a lansat un atac aerian asupra pozițiilor insurgenților din Kramatorsk. Oficialii ucraineni au afirmat că au ucis cel puțin cincizeci de insurgenți.
Pe 27 iunie, militanții proruși au atacat un punct de control al armatei din apropierea orașului Kramatorsk și l-au capturat. Cu toate acestea, la scurt timp după aceea, forțele guvernamentale au contraatacat și au reușit să recucerească punctul de control. Luptele s-au soldat cu patru soldați morți și cinci răniți. În timpul atacului lor, insurgenții au folosit opt tancuri și mortiere. Patru transportoare blindate de trupe ale guvernului și un mortier au fost distruse în lupte. Dmitri Tmchuk a raportat că unul dintre tancurile separatiștilor a fost distrus și altul capturat, în timp ce numărul victimelor din rândul militanților era necunoscut și nu a existat nicio verificare din partea separatiștilor.
Pe 1 iulie, un autobuz public a fost lovit de focuri de armă, soldându-se cu moartea a patru civili și rănirea a cinci. Forțele guvernamentale au capturat bastionul Slaviansk de la insurgenți la 5 iulie, forțându-i să se retragă la Kramatorsk. BBC News a relatat că martorii au văzut insurgenți abandonând punctele de control din Kramatorsk. Mai târziu, în aceeași zi, premierul RPD, Alexander Borodai, a confirmat că insurgenții se retrăseseră din Kramatorsk și se retrăseseră în orașul Donețk. Forțele ucrainene au recâștigat apoi controlul asupra orașului și au ridicat steagul ucrainean deasupra clădirii administrației orașului. Administrația orașului Kramatorsk a declarat că cel puțin cincizeci de persoane au fost ucise în lupte și că douăzeci și două au rămas în spital la 8 iulie din cauza rănilor suferite în timpul acestora.

### Urmări
Forțele Armatei Ucrainei, precum și SBU, au preluat controlul asupra satului Semenivka pe 7 iulie 2014, după o operațiune de securizare a acestuia.
Kramatorsk urma să devină centrul administrativ provizoriu al regiunii Donețk în octombrie 2014.